# モーリス (小説)

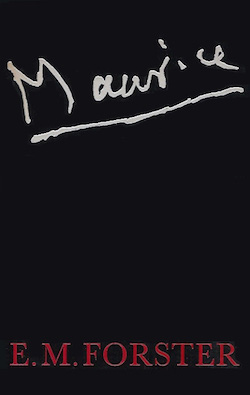

『モーリス』（Maurice）は、E・M・フォースターが1913年に執筆した小説（出版は死後の1971年）、またそれを原作として1987年に制作されたイギリスの映画。同性愛。
1913年から1914年にかけて執筆され、1932年と1952年から1960年に改訂された（それぞれの版は小説の終盤が異なる）。
小説『モーリス』はフォースターの友人である詩人、哲学者、社会主義者、そして初期の同性愛者権利運動家であったエドワード・カーペンターとジョージ・メリルの身分違いの同性の恋愛からインスピレーションが生まれた。つまり、主人公モーリス・ホールとアレック・スカダーにはモデルがいた。1928年にメリルが亡くなるまでのほぼ40年間、夫婦として暮らし、カーペンターはメリルの死の翌年死去した。
自身同性愛者で、幸福な結末に拘ったフォースターは訴追を恐れ『モーリス』を生前発表することはなかった（1970年91歳没、71年刊行）。映画ではリズリーの逮捕が強調され、1895年オスカー・ワイルドは同性愛行為で投獄された。

## ストーリー
同性愛が犯罪とされていた、20世紀初頭のイギリス・ケンブリッジ。凡庸な青年モーリスは知的なクライヴと親密になり、ほどなく互いに恋愛感情を抱くようになるが、高潔なクライヴは肉体関係を拒み通したまま学生時代を終える。社会に出て大人になってからも付かず離れずの友情は続くものの、自らの性衝動を御しかね孤独に苛まれるふたりは、やがて互いを傷つけあうようになっていく。政治家を目指すクライヴが上流の女性と結婚したのを機に、友人関係が復活する。モーリスはクライヴ邸の若い猟場番アレックに性指向を見抜かれる。

## 日本語訳
- 1988年『モーリス』 片岡しのぶ訳、扶桑社
- 1994年『モーリス』 片岡しのぶ訳、扶桑社エンターテイメント文庫（改訳版）。ISBN 978-4594014568
- 2018年『モーリス』 加賀山卓朗訳、光文社古典新訳文庫。ISBN 978-4334753788。電子書籍も刊

## 映画
日本では1988年に公開され、その後幾度か地上波テレビ局でも放送されている。
英国では同性愛が1967年まで非合法だった。20世紀初頭のイギリスを舞台に、同性愛を悲劇ではなく肯定的な結末で描いた当時ほぼ前例のない映画で国際的賞を受賞、ゲイの恋愛を「美しく、普遍的なもの」として表現することに成功した。エイズクライシスの渦中に発表された「幸福になってもいい」という結末は革命的な影響があった。
監督はジェームズ・アイヴォリー。E・M・フォスター3部作『眺めのいい部屋』(86)、『モーリス』(87)、『ハワーズ・エンド』(92)を映画化、『モーリス』で1987年第44回ヴェネツィア国際映画祭の監督賞にあたる銀獅子賞を受賞した。
ジェームズ・アイヴォリーは2018年、『君の名前で僕を呼んで』のアカデミー脚色賞で89歳最年長で初のオスカー受賞、その後ゲイであることをオープンにした。公私にわたる40年以上のパートナーは1961年に設立したマーチャント・アイヴォリー・プロダクションのイスマイル・マーチャントだった(2005年68歳没)。

## キャスト
| 役名                 | 俳優                                       | 日本語吹替                                       | 日本語吹替                                                                                       |
| 役名                 | 俳優                                       | テレビ東京版                                     | ムービープラス版                                                                                 |
| -------------------- | ------------------------------------------ | ------------------------------------------------ | ------------------------------------------------------------------------------------------------ |
| モーリス・ホール     | ジェームズ・ウィルビー                     | 宮本充                                           | 梶裕貴                                                                                           |
| クライヴ・ダーラム   | ヒュー・グラント                           | 関俊彦                                           | 島﨑信長                                                                                         |
| アレック・スカダー   | ルパート・グレイヴス                       | 林延年                                           | 内田雄馬                                                                                         |
| バリー医師           | デンホルム・エリオット                     | 有本欽隆                                         | 橋本信明                                                                                         |
| デュシー氏           | サイモン・キャロウ                         | 稲葉実                                           |                                                                                                  |
| ホール夫人           | ビリー・ホワイトロー                       |                                                  | 天野真実                                                                                         |
| コーンウォリス学部長 | バリー・フォスター                         |                                                  |                                                                                                  |
| ダーラム夫人         | ジュディ・パーフィット                     |                                                  |                                                                                                  |
| アン・ダーラム       | フィービー・ニコルズ                       |                                                  |                                                                                                  |
| シムコクス           | パトリック・ゴッドフリー                   |                                                  |                                                                                                  |
| リズリー             | マーク・タンディ                           |                                                  |                                                                                                  |
| ラスカー・ジョーンズ | ベン・キングズレー                         | 塚田正昭                                         | 拝真之介                                                                                         |
| キティ・ホール       | キティ・オルドリッジ                       | 田中敦子                                         | 宮島えみ                                                                                         |
| エイダ・ホール       | ヘレナ・ミッチェル                         |                                                  | 中村慈                                                                                           |
| ピッパ・ダーラム     | キャサリン・ラベット                       |                                                  | 弘松芹香                                                                                         |
| クリケットの見物客   | ヘレナ・ボナム＝カーター（クレジットなし） | 久川綾                                           |                                                                                                  |
| その他               |                                            | 渡辺美佐 久保田民絵 定岡小百合 大川透 津久井教生 | 吉野貴大 塙英子 西川舞 堀総士郎 吉富英治 佐々木義人 新祐樹 植木慎英 蓮岳大 吉田丈一郎 千田ミヤコ |
|                      |                                            |                                                  |                                                                                                  |
| 演出                 |                                            | 木村絵理子                                       | 横田知加子                                                                                       |
| 翻訳                 |                                            | 岸田恵子                                         | 葛馬麻衣子                                                                                       |
| 制作                 |                                            | テレビ東京 東北新社                              | ムービープラス グロービジョン                                                                    |
| 初回放送             |                                            | 1995年3月31日 『シネマタウン』 ※正味95分         | 2019年7月21日 21:00-23:45 ※ノーカット                                                            |

※テレビ東京版吹替は、KADOKAWAから2018年9月21日発売の「4K レストア版」DVD&BDに収録。

## 製作

### 背景
E・M・フォースターは、同性愛に対する公的および法的な態度のために、自身の生涯での出版に抵抗した。また、この小説の文学的価値についても曖昧で原稿には「出版可能だが、それだけの価値はあるか?」と書かれていた。実在のモデルが存在し、幸福な結末を強く望んだ小説『モーリス』はフォースターの死後、1971年に出版され彼の予想通り酷評の嵐となり、その他の小説『ハワーズ・エンド』（1910年）や『インドへの道』（1924年）と比べると彼のマイナーな作品の一つとされていた。
監督のジェームズ・アイヴォリーは、フォースターの別の小説『眺めのいい部屋』で批評的にも興行的にも成功を収めたことから、小説『モーリス』の映画化に興味を持っていた。初期のプロジェクトに関わっていた頃、アイヴォリーはフォースターの全作品を読破し最終的に『モーリス』を依頼した。「題材は興味深く楽しく制作出来ると思った。大掛かりな準備も費用もそれほどかからず、制作出来ると予想した」。この作品が描く状況は、現代社会にも通じるものがあると考えた。「人々の葛藤、自分がどう生きたいのか、自分の本当の気持ちは何なのか、それに正直に生きるのか否定するのか、自ら決めなければならない。それは今も変わりない。若者にとって簡単なことじゃない。非常に重要なテーマだと感じた」。
フォースターは遺言で、自身の著作の権利をケンブリッジ大学キングス・カレッジに遺贈した。キングス・カレッジにはカレッジのフェローによる自治運営会があり、当初、キングス・カレッジは『モーリス』の映画化許可に難色を示したが、それは小説の主題が理由ではなくこの作品が劣等作品とみなされていたためであり、この作品に注目を集めるような映画はフォースターの文学的評価を高めるものではないと考えたからである。映画プロデューサーのイスマイル・マーチャントは彼らと非常に説得力のある協議をした。マーチャント・アイヴォリー・プロダクションズによる『眺めのいい部屋』の映画化に彼らは好感を抱き、小説『モーリス』の映画化の許可を取り付けた。

### 脚本
アイヴォリーの通常の共同執筆者であるルース・プラワー・ジャブヴァーラは小説の執筆で多忙だったため、アイヴォリーはキット・ヘスケス＝ハーヴェイと共に脚本を執筆した。ヘスケス＝ハーヴェイは、妹でジャーナリスト兼作家のサラ・サンズ（本名サラ・ハーヴェイ）を通じてマーチャント・アイヴォリー・プロダクションズと繋がりを持っていた。サラ・サンズは当時、『眺めのいい部屋』の主演男優ジュリアン・サンズの妻だった。ヘスケス＝ハーヴェイは以前、BBCでドキュメンタリーの脚本を書いていた。彼はフォースターが教育を受けたトンブリッジ・スクールとケンブリッジ大学に通っていたため、フォースターの背景をよく知っていた。アイヴォリーは後にこう語っている。「キットが脚本にもたらしたのは、彼の社会的背景だった。彼はケンブリッジ大学と一流のプレップスクールに通っていた。イギリスの上流中産階級に関する彼の知識は、方言、話し方、スラングなど、実に多岐にわたり、非常に役に立った。アメリカ人である私にとって、彼なしでは脚本を書くことは到底出来なかっただろう。」
ジャブヴァーラは脚本を見直し、変更を提案した。彼女の助言を受け、クライヴ・ダーラムがギリシャ旅行中に異性愛に転向するという説得力のない設定は、クライヴの大学時代の友人リズリーが同性愛者として罠にかけられて逮捕・投獄され、クライヴがそれを恐れて結婚するというエピソードを作成することで正当化された。

### キャスティング
同監督の『眺めのいい部屋』で主演のジュリアン・サンズが当初は主役にキャスティングされていたが土壇場で辞退した。『キリング・フィールド』の製作中にサンズと友人になったジョン・マルコヴィッチがラスカー＝ジョーンズ役の予定だったが、サンズの降板で作品に興味を失いベン・キングズレーが代役になった。
ジェームズ・ウィルビーはクライヴ・ダーラムの義理の弟役のオーディションを受けていたが、サンズの降板でアイヴォリーはモーリス役にウィルビーとジュリアン・ウォダムという無名の俳優を検討した。クライヴ役には黒髪のヒュー・グラントが起用されていたため、アイヴォリーは黒髪のウォダムではなく金髪のウィルビーを起用することにした。ウォダムはモーリスの友人で株式仲買人の役を与えられた。
後に『フォー・ウェディング』で世界的スターダムに駆け上がるグラントだが、それ以前に出演した映画は『プリビレッジド』1本のみだった。当時はプロの俳優業への興味を失っていたところ、キャスティング・ディレクターのセレスティア・フォックスからアイヴォリーに紹介され、アイヴォリーは即座にグラントにクライヴ役を与えた。グラントとウィルビーはオックスフォード大学で製作されたグラントの最初の映画で共演していたことが、この役を後押しした。
ルパート・グレイヴスはモーリスの労働者階級の恋人、アレック・スカダー役に抜擢された。彼は『眺めのいい部屋』でルーシー・ハニーチャーチの弟役を演じたが、その演技に満足していなかったため、より良い演技を披露する機会を喜んでいた。
『眺めのいい部屋』からバリー博士役のデンホルム・エリオット、教育者デューシー役のサイモン・キャロウといったベテラン俳優が名を連ねた。ビリー・ホワイトローがモーリスの母親役で出演し、ヘレナ・ボナム＝カーターがクリケットの試合の観客役としてクレジットなしでカメオ出演している。

## スタッフ
- 原作：E・M・フォースター
- 監督・脚本：ジェームズ・アイヴォリー
- 製作：イスマイル・マーチャント
- 美術：ブライアン・エクランド・スノウ、ピーター・ジェームズ、ブライアン・セイヴガー
- 衣装：ジェニー・ビーヴァン、ジョン・ブライト、ウィリアム・ピアース

## 受賞・ノミネート
- ヴェネツィア国際映画祭（1987年）
  - 男優賞（ジェームズ・ウィルビー、ヒュー・グラント）
  - 監督賞（銀獅子賞）（ジェームズ・アイヴォリー）
  - 音楽賞（リチャード・ロビンズ）

- 第60回アカデミー賞（1988年）
  - 衣装デザイン賞　（ジェニー・ビーヴァン、ジョン・ブライト）　※ノミネート

## Blu-ray
モーリス 4Kレストア版 スペシャル・エディション【3枚組】2018年09月21日リリース(株)KADOKAWA
字幕：1.日本語字幕（本編字幕翻訳：戸田奈津子/特典字幕翻訳：岩見章代）　2.英語字幕
【映像特典（118分）】
- 1.未公開シーン（39分）
- 2.ジェームズ・アイヴォリー監督とトム・マッカーシー監督対談（40分）
- 3.ジェームズ・アイヴォリー監督とピエール・ロム撮影監督のQ&A（23分）
- 4.ジェームズ・アイヴォリー監督とピエール・ロム撮影監督インタビュー（16分）
- 5.予告編